# 贝滕多夫 (上莱茵省)
贝滕多夫（法語：Bettendorf，法語發音：[bɛtəndɔʁf] ⓘ）是法国上莱茵省的一个市镇，属于阿尔特基什区。 

## 地理
贝滕多夫（47°35'2"N, 7°16'36"E）面积4.73 平方千米，位于法国大東部大區上莱茵省，该省份为法国东部内陆省份，是阿尔萨斯的一部分，今与下莱茵省组成了阿尔萨斯欧洲集体，其北临下莱茵省，西接孚日省，西南接贝尔福地区省，东侧沿莱茵河与德国相望，南与瑞士接壤。
与贝滕多夫接壤的市镇（或旧市镇、城区）包括：伊尔桑格、什沃本、奥斯高恩、伊尔塔勒。
贝滕多夫的时区为UTC+01:00、UTC+02:00（夏令时）。

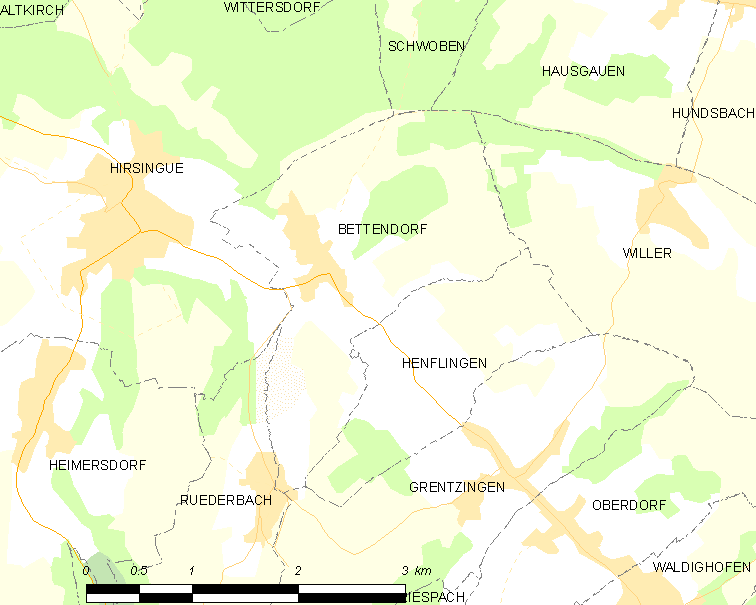
贝滕多夫的OSM定位图

## 行政
贝滕多夫的邮政编码为68560，INSEE市镇编码为68033。

## 政治
贝滕多夫所属的省级选区为阿尔特基什县。

## 人口

1962-2008年间贝滕多夫人口变化图示

贝滕多夫于2022年1月1日时的人口数量为460人。